# Contea di Yongchang
La contea di Yongchang (永昌县S, Yǒngchāng XiànP) è una contea della Cina, situata nella provincia del Gansu.